# Олешко Василь Іванович
Васи́ль Іва́нович Оле́шко (Але́шко) (відомий також під псевдонімами Іван Підкова, В. Чучма, В. Гречаний) (31 січня (12 лютого) 1889, Суми — не раніше 1942) — український поет, прозаїк, журналіст, драматург. Псевдоніми — В. Чучма, В. Гречаний, Ів. Підкова та інші. Належав до Спілки селянських письменників «Плуг» (1927).
Жертва сталінського терору.

## Біографія
Син дрібного ремісника. Після закінчення Сумського агрономічного училища (1907) працював агрономом на Катеринославщині. В Харкові. З 1922 р. — завідувач відділу сумської газети «Плуг і молот».
Почав писати поезії ще учнем. Дебютував в 1907 р. віршем «По весні» в часописі «Рідний край». Друкувався в журналах «Літературно-науковий вісник», «Рідний край», «Дніпрові хвилі», «Українська хата», «Рада», «Червоний шлях», «Селянська біднота», «Всесвіт», «Культура і побут», «Плужанин» та ін. В 1921 разом із Семенком і Шполом став засновником «Ударної групи поетів-футуристів», проте пізніше відійшов від авангардної поезії. Належав до Спілки селянських письменників «Плуг» (1927). Працював у різних жанрах, писав оповідання, гуморески, фейлетони.
Під час окупації працював у Харкові в газеті «Нова Україна». За спогадами Олександра Коржа був заарештований НКВС в 1944 у Львові і в листопаді-грудні 1944 загинув у в'язниці. За іншими даними зник безвісти в 1942.

## Видання творів

### Поетичні збірки
- Поезії. Книжка перша. — Харків: Рух, 1920. — 96 с.
- Громодар. — Харків: Всеукрлітком, 1920. — С. 32.
- Степи цвітуть. Вибрані поезії. 1907—1927. — Одеса, 1928.
- Алешко В. Поезії. Кн. 1 / Вас. Алешко. — Харків: Цех каменярів, 1920. — 96 с.

### Поеми
- Димарі в квітниках. — Харків: «Цех Каменярів», 1920.

### Збірки гуморесок
(під псевдонімом Іван Підкова):
- Божественні реп'яхи. Побутові гуморески. — Суми, 1925. — 64 с.
- Терниця. Побутові гуморески сільські.— Суми, 1925. — 64 с.
- Кислиці (гуморески). — Харків, 1927. — 32 с.

### Оповідання
- Хліб. — Харків, 1930.
- Моторний. — Харків, 1931.

### Збірки нарисів
- У боях за бавовник. — Харків, 1934.

### П'єси
- Пожар. — Київ—Харків, 1935.